# Naklua
Naklua is sinds 1976 een onderdeel van de stad Pattaya in het district Bang Lamung van de provincie Chonburi in het oosten van Thailand. Het was vroeger een stil vissersdorp maar is in de ontwikkeling van Pattaya meegesleept. Naklua zelf heeft geen strand van betekenis. Langs de rotsen zijn er wel kleine stranden die vaak dienen als een soort van privéstrand voor de resorts die in de heuvels tussen de baai van Pattaya en de baai van Naklua liggen. Naklua is nog steeds een vissersplaats en heeft dan ook een vismarkt. Naklua ligt langs de route van Sukhumvit.